# Cmentarz wojenny nr 335 – Niegowić
Cmentarz wojenny nr 335 – Niegowić – austriacki cmentarz wojenny z okresu I wojny światowej wybudowany przez Oddział Grobów Wojennych C. i K. Komendantury Wojskowej w Krakowie i znajdujący się na terenie jego okręgu IX Bochnia.
Znajduje się w północnej części miejscowości Niegowić, w powiecie wielickim, w gminie Gdów.
Jest to niewielka kwatera, w północnej części cmentarza parafialnego, leżącego przy drodze z Niegowici do Krakuszowic.

Pochowano na nim 41 żołnierzy austriackich oraz rosyjskich, poległych 10 grudnia 1914. Cmentarz projektował Franz Stark.